# کمیسیون ویژه مجلس شورای اسلامی

کمیسیون ویژه یکی از کمیسیون‌های خاص مجلس شورای اسلامی ایران است.

کمیسیون ویژه مجلس شورای اسلامی یکی از کمیسیون‌های تخصصی مجلس شورای اسلامی است که برای رسیدگی به مسایل مهم و استثنایی رخ داده در کشور تشکیل می‌شود. در این مواقع، مجلس با پیشنهاد حداقل پانزده نفر از نمایندگان و با تصویب در جلسه علنی، این کمیسیون ویژه را شکل داده تا برای رسیدگی و تهیه گزارش وارد عمل شود. اعضای این کمیسیون که ۱۵ نفر خواهند بود در جلسه علنی مجلس و با رای مخفی با ورقه و براساس اکثریت نسبی آرای نمایندگان حاضر انتخاب می‌شوند.
هیئت رئیسه این کمیسیون با انتخاب یک نفر به عنوان رئیس، دو نفر به عنوان نایبان رئیس، یک نفر به عنوان مخبر و دو نفر به عنوان منشی شکل خواهد گرفت.

کمیسیون ویژه برجام در دوره نهم و کمیسیون ویژه حمایت از تولید در دوره یازدهم مجلس از نمونه های مهم کمیسیون های ویژه مجلس هستند.

## منبع
1. ↑  "مرکز پژوهشها - قانون آیین نامه داخلى مجلس شوراى اسلامى". Archived from the original on 4 April 2022. Retrieved 12 March 2022.
2. 1 2  
"آشنایی با کمیسیون‌های مجلس". Retrieved 12 March 2022.
3. ↑  علی ربیع زاده. «کانال حقوق عمومی و شهروندی».